# Jean de Brisacier
Jean de Brisacier, né à Blois le 9 juin 1592 ou le 9 juin 1603 et mort dans cette même ville le 10 septembre 1668, est un prêtre jésuite, qui s’est notamment fait connaître pour son combat contre le jansénisme.

## Biographie
Issu d’une famille blésoise de douze enfants, Jean de Brisacier est le deuxième fils de Roland de Brisacier, trésorier de France. 
En 1619, il entre au collège jésuite d’Avignon afin d’y effectuer son noviciat. Devenu membre de la Compagnie de Jésus, il enseigne quelque temps à Avignon avant de partir prêcher à La Flèche et à Castres. 
En 1641, il est nommé aumônier des troupes de La Meilleraye qui combattent en Artois, durant la Guerre de Trente Ans. Après un bref séjour à Rome en 1644, il est nommé recteur du collège jésuite d’Aix-en-Provence.
Fin 1650, le père de Brisacier revient à Blois où il retrouve son frère Laurent, doyen du chapitre de Saint-Sauveur, et sa sœur Marie, supérieure du couvent de la Visitation. Redevenu prédicateur, il ne tarde pas à s’opposer violemment au curé janséniste de Cour-Cheverny, Jean de Callaghan. 
Remarqué par les autorités du collège de Blois, il est nommé recteur de l’établissement en 1651. Il quitte cependant ce poste en 1654 et devient alors recteur du collège jésuite de Rouen. 
Devenu visiteur apostolique au Portugal, il est ensuite nommé supérieur de la maison professe de Paris. En 1664, il effectue un bref retour dans l’armée en tant qu’aumônier à la demande de Louis XIV puis part finir ses jours à Blois auprès de sa congrégation.

### Publication
- Le jansénisme confondu dans l'advocat du sieur Callaghan, par le P. Brisacier, avec la deffense de son sermon fait à Blois, le 29 mars, 1651, contre la response du Port Royal.
- Responses aux Lettres provinciales publiées par le secrétaire de Port-Royal contre les PP. de la Compagnie de Jésus 1657[3]. Avec Jacques Nouet, Francois Annat et Claude de Lingendes.

### Biographie
- Chanoine Jules Gallerand, Le jansénisme en Blésois. Le conflit entre le P. de Brisacier et Jean Callaghan (1651-1653), vol. 55, coll. « Revue d'histoire de l'Église de France », 1969 (lire en ligne), chap. 154, p. 29-47.